# Misty Circles (etichetta discografica)
La Misty Circles è un'etichetta musicale italiana che si occupa di sonorità industrial e dark ambient.

## Storia
La Misty Circles nasce a Roma nel 1984, fondata da alcuni membri della band Ain Soph. L'etichetta che si occupa principalmente di sonorità Industrial, stampo i primi lavori su cassetta e nel 1988 pubblicò il primo album in vinile. Era Kshatryia degli Ain Soph.
Nel tempo la Misty Circles ha prodotto opere in collaborazione con altre etichette Italiane fra cui Oktagon, Old Europa Cafe e Runes & Men.

## Alcuni artisti prodotti
- Ain Soph
- Allun
- Amon
- Argine
- Atom Infant Incubator
- Bad Sector
- Stefano Biasin
- Circus Joy
- Clau D.E.D.I.
- Der Bekannte Post Industrielle Trompeter
- Deca
- Dog Meat
- Der Feuerkreiner
- Forenovis
- Marcello Fraioli
- Gerstein
- I Burn
- Inner Glory
- Les Jumeaux Discordants
- Kannonau
- Larsen Lombriki
- Lyke Wake
- Malato
- Murder Corporation
- Mushroom's Patience
- Nightmare Lodge
- Noosfera
- Nový Svět
- Radical Change
- Recondita Stirpe
- Sex Voto
- Sigillum S
- The Silent Pistols
- Spiritual Front
- Sshe Retina Stimulants
- Tam Quam Tabula Rasa
- Giancarlo Toniutti
- Voluptuous Gluttons Madrigal